# ديفيد ميلر (لاعب كريكت)
ديفيد ميلر (21 سبتمبر 1974 في المملكة المتحدة - )  (بالإنجليزية: David Richard Miller)‏ هو لاعب كريكت بريطاني. لعب مع Dorset County Cricket Club ‏.